# Sværvægter
|  | Denne artikel er oprettet af botten PalnaBot ud fra en ekstern database. Den kan derfor have sproglige fejl eller mangler. Denne skabelon kan fjernes efter kontrol af indholdet. |

Sværvægter er en kortfilm fra 2014 instrueret af Jesper Quistgaard efter manuskript af Nicklas Anthony Clark.

## Handling
En tynget parkeringsvagt føler sig inspireret til at bruge sit berygtede erhverv til at begå selvtægt efter at have indset, at hans 6-årige søn tror han arbejder som politimand og dagligt straffer forbrydere.